# Roses Are Red
Roses Are Red (My Love) är en populär sång komponerad av Al Byron och Paul Evans. Den spelades in av Bobby Vinton och gick in som nummer ett i USA under år 1962. Den toppade Billboard Hot 100 singles chart den 15 juli 1962, och stannade där i fyra veckor. Inspelningen var hans första hit. Han hittade den bland överblivna låtar på Epic Records. Han första inspelning klassades som ett R&B-nummer, men spelades in med ett nytt arrangemang inklusive stråkar. Det var också det första nummer ett hiten för Epic.